# آلفرد امبلر
آلفرد امبلر (انگلیسی: Alfred Ambler; ۱ ژوئیهٔ ۱۸۷۹ – ۱ ژانویهٔ ۲۰۰۰) بازیکن فوتبال اهل بریتانیا بود.
از باشگاه‌هایی که در آن بازی کرده‌است می‌توان به باشگاه فوتبال استوک‌پورت کانتی و باشگاه فوتبال منچستر یونایتد اشاره کرد.